# Araeolaimoides paucisetosus
Araeolaimoides paucisetosus är en rundmaskart som beskrevs av Christian Wieser 1951. Araeolaimoides paucisetosus ingår i släktet Araeolaimoides och familjen Axonolaimidae. Inga underarter finns listade i Catalogue of Life.